# Indukcija
 Ovo je glavno značenje pojma Indukcija. Za značenje u elektrotehnici pogledajte elektromagnetska indukcija.
Indukcija je logička metoda. To je vrsta posrednog zaključka kod kojeg polazimo od pojedinačnog ka općem, to znači da ono što vrijedi za svaki pojedinačni slučaj jedne vrste vrijedi za cijelu vrstu. Induktivni zaključak se dijeli na potpun i nepotpun. Ako se u premisama (polazni sud) nabroji svaki pojedini slučaj neke vrste pa se zaključi o cijeloj vrsti onda je to potpuna indukcija. Ako se na osnovu nekoliko primjera neke vrste zaključi o čitavoj vrsti onda je to nepotpuna indukcija. Ako su sve premise istinite onda je u potpunoj indukciji sigurno istinit i zaključni sud. To ne možemo tvrditi za nepotpunu indukciju. 

## Relevantni članci
- Logika
- Metodologija
- Dedukcija